# Cho Sung-hwan (Fußballspieler, 1982)
Cho Sung-hwan (kor. 조성환; * 9. April 1982 in Haman) ist ein südkoreanischer Fußballspieler.

## Karriere

### Verein
Cho Sung-hwan erlernte das Fußballspielen in der High School Mannschaft der Daeshin High School in Seoul. Seinen ersten Vertrag unterschrieb er 2001 bei den Suwon Samsung Bluewings. Der Verein aus Suwon spielte in der ersten Liga, der K League 1. Mit dem Verein feierte er 2004 seine erste Meisterschaft sowie den Sieg im Korean FA Cup. Nach 70 Erstligaspielen wechselte er 2005 zum Ligakonkurrenten Pohang Steelers nach Pohang. Mit dem Club gewann er 2008 den Korean FA Cup. 2009 ging er nach Japan, wo er einen Vertrag bei Hokkaido Consadole Sapporo unterschrieb. Mit dem Verein aus Sapporo spielte er in der zweiten Liga, der J2 League. Mitte 2010 kehrte er nach Südkorea zurück und schloss sich dem Erstligisten Jeonbuk Hyundai Motors aus Jeonju an. Mit dem Verein feierte er 2011 einen zweiten Platz der AFC Champions League. Nach Vertragsende Mitte 2012 war er bis Juni 2013 vertrags- und vereinslos. Am 1. Juli 2013 nahm ihn al-Hilal, ein Verein aus Saudi-Arabien, für sechs Monate unter Vertrag. Im Anschluss spielte er ein Jahr in Katar, wo er für den Muaither SC aus Muaither in der Qatar Stars League auf dem Platz stand. 2015 ging er wieder in seine Heimat. Hier unterschrieb er einen Vertrag bei seinem ehemaligen Verein Jeonbuk Hyundai Motors. Mit dem Verein feierte er drei Meisterschaften und den Gewinn der AFC Champions League. Nach Vertragsende war er 2019 vertrags- und vereinslos. 2020 unterschrieb er einen Vertrag in Thailand beim Zweitligisten Nongbua Pitchaya FC aus Nong Bua Lamphu. Für Nongbua absolvierte er vier Zweitligaspiele. Anfang Januar 2021 wechselte er bis Saisonende zum Ligakonkurrenten Ayutthaya United FC nach Ayutthaya. Zu Beginn der Saison 2021/22 verpflichtete ihn der Drittligist North Bangkok University FC. Mit dem Verein aus der Hauptstadt Bangkok spielt er in der Bangkok Metropolitan Region der dritten Liga.

### Nationalmannschaft
Von 2002 bis 2004 spielte Cho Sung-hwan 21 Mal in der U-23-Nationalmannschaft. Seit  2003 spielte er viermal in der Nationalmannschaft von Südkorea.

## Erfolge
Suwon Samsung Bluewings
- K League Classic

Meister: 2004
- Korean FA Cup

Sieger: 2002
Jeonbuk Hyundai Motors
- K League 1

Meister: 2011, 2015, 2017, 2018
- AFC Champions League

Sieger: 2016
2. Platz: 2011
Pohang Steelers
- Korean FA Cup

Sieger: 2008